# Cantón de San Quintín-Centro
El cantón de San Quintín-Centro era una división administrativa francesa, que estaba situada en el departamento de Aisne y la región de Picardía.

## Composición
El cantón estaba formado por una fracción de la comuna que le daba su nombre:
- San Quintín (fracción)

## Supresión del cantón de San Quintín-Centro
En aplicación del Decreto n.º 2014-202, de 21 de febrero de 2014, el cantón de San-Quintín-Centro fue suprimido el 22 de marzo de 2015 y su fracción de comuna pasó a formar parte del nuevo cantón de San Quintín-1.